# 글레이브

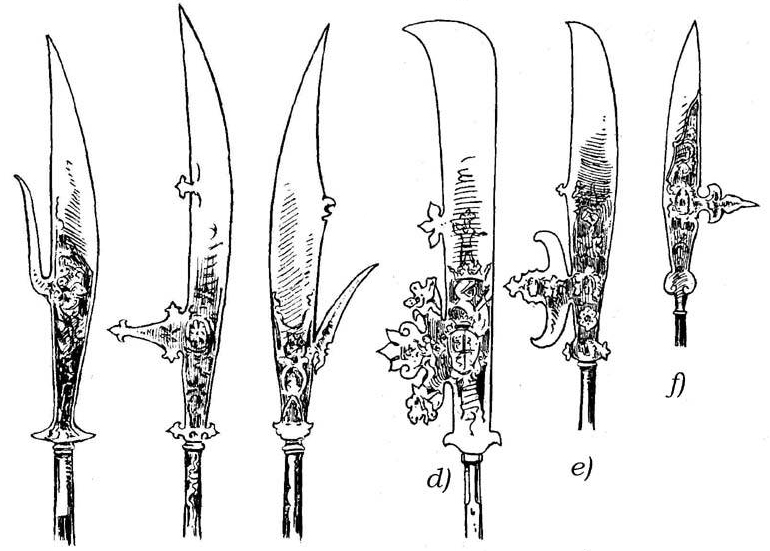
여러 가지 종류의 글레이브.

글레이브(glaive)는 펄션이라고 불리는 중국의 언월도와 매우 비슷한 날을 지닌 장창이다. 글레이브는 장창의 일종치고는 날이 큰 편으로 최대 70cm에 달하고, 한쪽 날이며 초승달 모양으로 크게 휘어져 있다. 손잡이 길이는 약 2~2.5m 가량이며 손잡이의 머리 부분을 포함한 손잡이 전체 길이는 2~3.5m, 무게는 2~3.5kg이다.
글레이브는 날이 넓어 찌르기에도 사용할 수 있을 뿐 아니라 돌격할 때에도 넓은 날을 휘두르며 베기에 사용할 수도 있었는데, 후자의 사용법이 효과적이었으며 실제로 이것이 일반적인 사용법으로 알려져 있다.

## 역사와 세부 내용
글레이브는 로마군이 사용한 칼의 이름인 글라디우스가 그 어원이다. 하지만 원형은 메소포타미아 문명 시절부터 무기로 사용되었던 농기구인 큰 낫이라고 한다. 또는 북유럽 민족이 사용했던 펄션에 손잡이를 단 것이라는 설도 있다.
13세기경에 그 모양을 갖추었고 유럽 각국의 군대에서 주로 궁정 근위병의 무기로 사용되었다.
일설에 따르면 글레이브가 사용된 것은 12세기라고 하지만, 당시 그런 종류를 사용했던 이탈리아에서는 군용 큰 낫도, 글레이브도 모두 펄션이라고 불렀으므로 이것이 글레이브의 시초라고 단언하기는 힘들다. 큰 낫에서 발전한 원형과 글레이브와의 가장 큰 차이점은, 글레이브는 창끝이 예리해서 찌르기에도 사용되었다는 점이다.
글레이브는 그후에도 변화를 계속했다. 하지만 이미 16세기에 접어들어 사용 목적이 실제 전쟁에서 사용되는 이상으로 의전용이나 근위병용의 장식이었기 때문에 시대가 흐를수록 날이 커지고 장식도 화려해졌다. 하지만 실용적인 발전이 없었던 것은 아니다. 15세기에는 전투할 때 상대방의 무기를 자신의 무기로 포획할 수 있는지의 여부가 주목받기 시작한 이후 다른 긴 손잡이 무기와 마찬가지로 날의 반대편에 갈고리를 달게 되었다. 그리고 이 글레이브를 프랑스에서는 포샤르라고 불렀다.
그러나 16세기 말엽에는 전쟁터에서 찾아볼 수 없게 되었다. 하지만 이탈리아를 중심으로 유럽 궁정에서는 17세기 말까지 근위병의 퍼레이드 등에 꾸준히 선을 보였고, 독일에서는 쿠제(couse 또는 kuse)라고 불렸는데 근위병의 무기로 여겼다.